# Egídio Michaelsen
Egídio Michaelsen (São Sebastião do Caí, 27 de fevereiro de 1908 — Rio de Janeiro, 8 de setembro de 1972) foi um político brasileiro.
Em 1928 forma-se bacharel em ciências jurídicas pela Universidade Federal do Rio Grande do Sul. Em 1935 disputa a prefeitura de São Sebastião do Caí pelo partido de âmbito municipal União dos Filhos do Cahy, o que era permitido pela legislação da época, dissidência do Partido Republicano Liberal (PRL), que apoiou a reeleição de Athos de Moraes Fortes. Vitorioso, permanece à frente do município de 1935 até 1944, mandato este que foi estendido pelo advento do Estado Novo em 1937, quando Getúlio Vargas o confirma como seu homem de confiança em Caí.
Em 1947 elegeu-se deputado à Assembleia Constituinte do Rio Grande do Sul, pelo PTB. Ocupou uma cadeira na Câmara Federal de abril de 1951 a março de 1952, quando foi nomeado secretário do Interior e Justiça do Rio Grande do Sul pelo governador Ernesto Dornelles, em substituição a João Goulart.
Em outubro de 1962 candidatou-se à sucessão do governador Leonel Brizola, mas acabou derrotado por Ildo Meneghetti.
Foi ministro da Indústria e do Comércio do Brasil no Governo João Goulart, de 27 de junho de 1963 a 31 de março de 1964.